# Dystrykt Milenge
Dystrykt Milenge – dystrykt w północnej Zambii w Prowincji Luapula. W 2000 roku liczył 28 790 mieszkańców (z czego 50,19% stanowili mężczyźni) i obejmował 5762 gospodarstw domowych. Siedzibą administracyjną dystryktu jest Milenge.